# باشگاه فوتبال دابلانک
باشگاه فوتبال دابلانک یک باشگاه فوتبال حرفه‌ای دومینیکایی است که در دابلانک واقع شده است. این باشگاه در لیگ برتر دومینیکا رقابت می‌کند.

## افتخارات
- لیگ برتر دومینیکا: ۳ قهرمانی[۲]